# The Glitch Mob

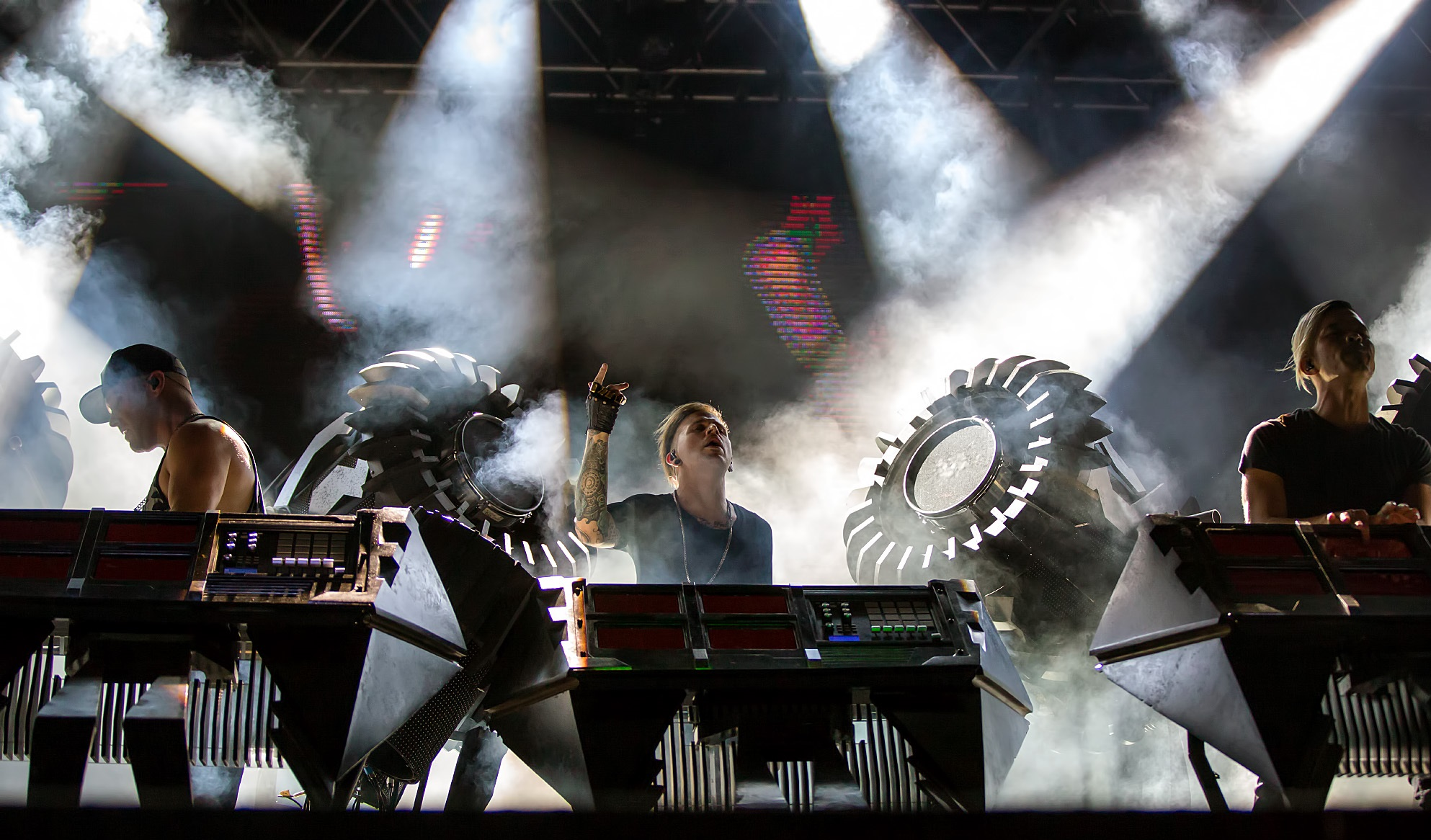
The Glitch Mob in 2014

The Glitch Mob is een Amerikaanse elektronische supergroep uit Los Angeles (Californië) die in 2006 werd opgericht. Het drietal maakt door bas gedreven elektronische muziek met invloeden uit de hiphop. De groep bestaat uit de leden edIT, Boreta en Ooah. Kraddy, die de groep oprichtte, verliet de groep in 2009. Hun eerste album, Drink the Sea, piekte in de Amerikaanse Billboard Dance/Electronic Albums hitlijst op een vijftiende plaats.

## Discografie

### Albums
- Drink the Sea (2010)[3]
- Love Death immortality (2014)

### Ep's
- We Can Make the World Stop (2011)[3]